# Lamb Chop (häst)
Lamb Chop, född 9 april 1960, död 25 januari 1964, var ett engelskt fullblod, mest känd för att ha rivaliserat med Gun Bow. Hon avlivades efter att ha gått omkull under Strub Stakes (1964).

## Bakgrund
Lamb Chop var ett fuxsto efter Bold Ruler och under Sheepsfoot (efter Count Fleet). Hon föddes upp av Claiborne Farm och ägdes av William Haggin Perry. Hon tränades under tävlingskarriären av James W. Maloney.
Lamb Chop tävlade mellan 1962 och 1964, och sprang totalt in 324 032 dollar på 23 starter, varav 12 segrar, 5 andraplatser och 4 tredjeplatser. Hon tog karriärens största segrar i Coaching Club American Oaks (1963), Monmouth Oaks (1963), Spinster Stakes (1963), Firenze Handicap (1963), Gazelle Handicap (1963), Santa Susana Stakes (1963), Jersey Belle Stakes (1963), Comely Stakes (1963) och La Centinela Stakes (1963).

## Karriär
Lamb Chop köptes av den framstående hästägaren William Haggin Perry, och segrade som treåring i nästan alla stora amerikanska stakeslöp för ston i hennes åldersgrupp. Efter treåringssäsongen röstades hon fram till 1963 års American Champion Three-Year-Old Filly.
1964, som fyraåring, mötte Lamb Chop jämnåriga hingstar och valacker i San Fernando Stakes, och slutade tvåa efter blivande Hall of Fame- invalda Gun Bow. Hon mötte Gun Bow och andra hingstar och valacker igen i Strub Stakes 1964 på Santa Anita Park, men gick omkull under löpet och var tvungen att avlivas. Hon begravdes vid Santa Anita i ett område väster om banan. 1970 begravdes Quicken Tree bredvid henne.
Lamb Chop valdes postumt in i Aiken Thoroughbred Racing Hall of Fame 1977.